# Londonderry (comtat de Ross)
Londonderry és una comunitat no incorporada a l'est de Liberty Township, comtat de Ross, Ohio, Estats Units. La localitat també ha rebut els noms de London, Derry, Gillespie, Gillespieville i Gillespiesville. Té una oficina de correus amb el codi postal 45647. . Es troba al llarg de la ruta 50 dels EUA a la seva intersecció amb la ruta estatal 327.

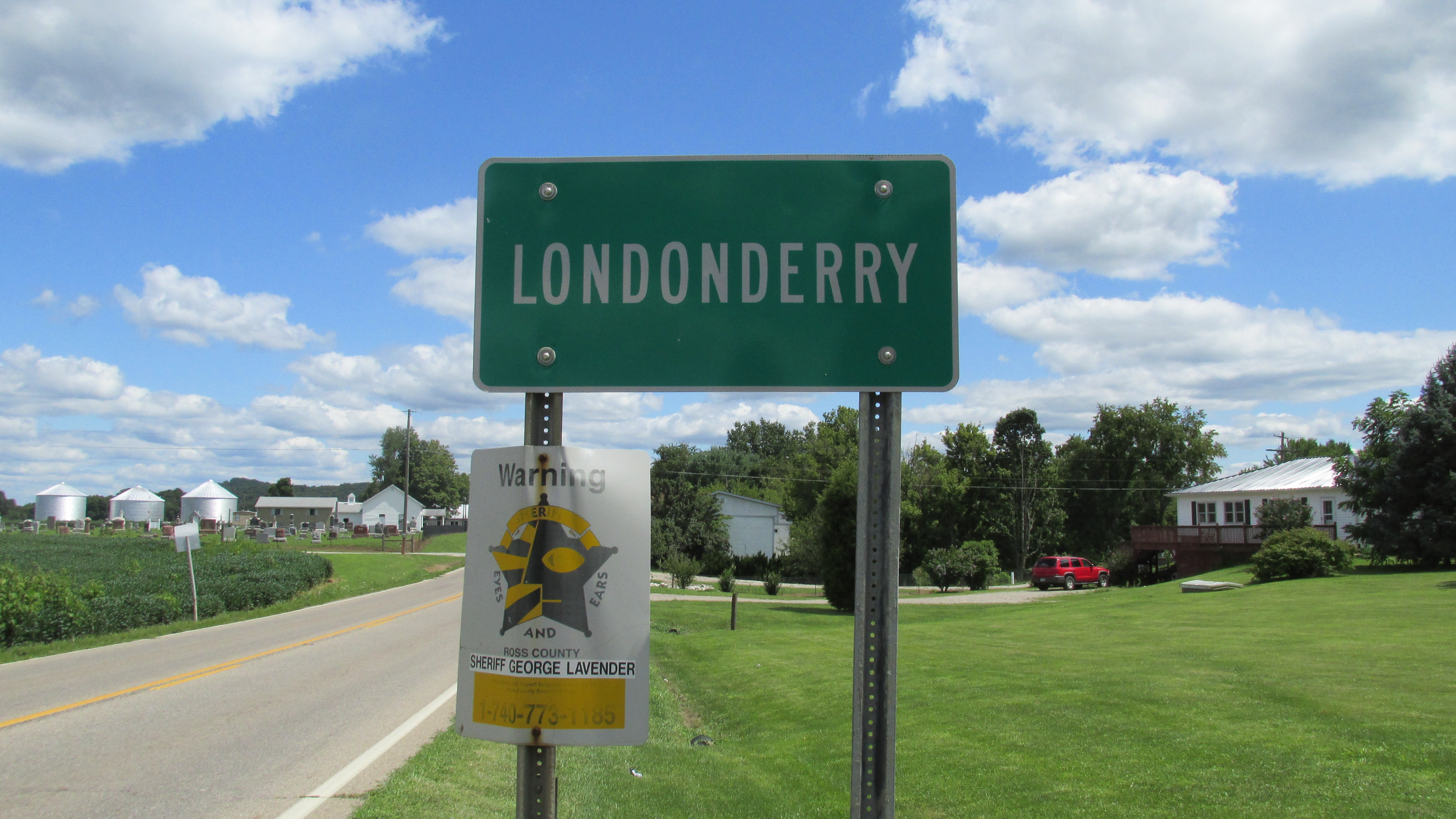
Cartell de la comunitat de Londonderry

Londonderry es va constituir el 1831. El 1833 s'hi obrí una oficina de correus amb el nom de Gillespieville, i el nom fou canviat a Londonderry el 1929. El nom actual deriva de Londonderry, Irlanda del Nord, la llar nativa d'un dels primers pobladors.